# ولیکا کرسنا

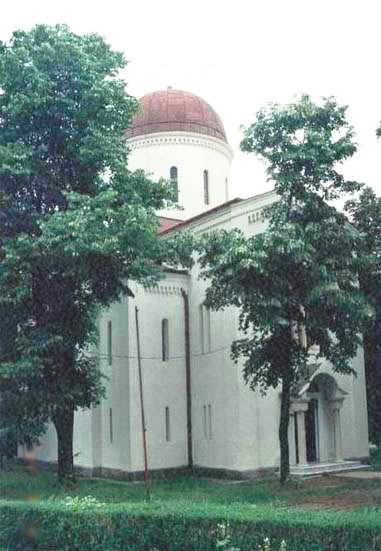
کلیسای ارتدکس در ولیکا کرشنا، صربستان

ولیکا کرسنا (به لاتین: Velika Krsna}} یک زیستگاه انسانی در صربستان است که در ملادنوواس واقع شده‌است.